# Crito festivum
Crito festivum är en insektsart som beskrevs av William Lucas Distant. Crito festivum ingår i släktet Crito och familjen hornstritar. Inga underarter finns listade i Catalogue of Life.